# Пильстрём, Антти
А́нтти Са́кари Пи́льстрём (фин. Antti Sakari Pihlström; 22 октября 1984, Вантаа, Финляндия) — финский хоккеист, крайний нападающий клуба Йокерит. Чемпион мира 2011 года и бронзовый призёр Олимпийских игр 2014 года в составе сборной Финляндии.

## Карьера
Пильстрём не был задрафтован в НХЛ, тем не менее провёл 2 сезона в Северной Америке, поиграв в команде НХЛ «Нэшвилл Предаторз» и её фарм-клубе «Милуоки Эдмиралс».
По результатам голосования, проведённом на официальном сайте «Салавата Юлаева», Аннти Пильстрём стал самым полезным игроком сезона 2012/2013 в составе команды, набрав 21,77% голосов.

## Статистика
| Легенда | Легенда                    | Легенда | Легенда                   | Легенда | Легенда    |
| ------- | -------------------------- | ------- | ------------------------- | ------- | ---------- |
| И       | Количество проведённых игр | Штр     | Штрафное время            | +/−     | Плюс-минус |
| Г       | Голы                       | П       | Голевые передачи          | О       | Очки       |
| -       | Статистика неизвестна      | —       | Статистика не учитывалась |         |            |